# 阿列克西伊夫卡 (卡霍夫卡區)
47°17′17″N 34°14′53″E / 47.28806°N 34.24806°E
阿列克西伊夫卡（烏克蘭語：Олексіївка）是位於烏克蘭南部的村莊，由赫爾松州卡霍夫卡區的上羅哈奇克市鎮負責管轄。該村始建於1936年，面積0.97平方公里，海拔高度29米，2001年人口181，人口密度每平方公里185.8人。